# Ерња (Сибињ)
Ерња (рум. Ernea) насеље је у Румунији у округу Сибињ у општини Думбравени. Oпштина се налази на надморској висини од 344 m.

## Становништво
Према подацима из 2002. године у насељу је живело 479 становника.

### Попис2002.
| Расподела становништва по националности 2002.‍ | Расподела становништва по националности 2002.‍ | Расподела становништва по националности 2002.‍ | Расподела становништва по националности 2002.‍ | Расподела становништва по националности 2002.‍ |
| --------------------------------------------- | --------------------------------------------- | --------------------------------------------- | --------------------------------------------- | --------------------------------------------- |
|                                               |                                               |                                               |                                               |                                               |
| Румуни                                        | Румуни                                        |                                               | 283                                           | 59,1%                                         |
| Мађари                                        | Мађари                                        |                                               | 51                                            | 10,6%                                         |
| Роми                                          | Роми                                          |                                               | 145                                           | 30,3%                                         |